# Diacantharius fortispina
Diacantharius fortispina är en stekelart som först beskrevs av Cameron 1885.  Diacantharius fortispina ingår i släktet Diacantharius och familjen brokparasitsteklar. Inga underarter finns listade i Catalogue of Life.